# Politiki kouzina
Politiki kouzina é um filme de drama grego de 2003 dirigido e escrito por Tassos Boulmetis. Foi selecionado como representante da Grécia à edição do Oscar 2004, organizada pela Academia de Artes e Ciências Cinematográficas.

## Elenco
- Georges Corraface - Fanis Iakovidis
- Ieroklis Michaelidis - Savvas Iakovidis
- Renia Louizidou - Soultana Iakovidou
- Tamer Karadağlı - Mustafa
- Başak Köklükaya - Saime
- Tassos Bandis - Vasilis